# Drake (zespół muzyczny)
Drake – zespół szantowo-folkowy z Częstochowy, grający głównie własne kompozycje, muzycznie czerpiący z folk rocka i muzyki country.

## Historia
Zespół Drake wyewoluował z dawniejszej formacji szantowej o nazwie Sir Francis Drake stworzonej na początku lat 90. przez grupę znajomych z częstochowskiego podwórka. Pod tą nazwą koncertował m.in. na Bałtyckim Festiwalu Piosenki Morskiej w Gdyni, Yapie czy Nocy Folkowej. Okres ten zakończyło odejście skrzypaczki Izabeli Puklewicz do zespołu Cztery Refy. Zespół zmienił instrumentarium na bardziej rockowe i grał jeszcze 2 lata, później jednak nastąpiła przerwa.
Drake jako taki powstał w styczniu 2004 roku, by zagrać koncert z okazji Dnia Świętego Patryka w Częstochowie. Sześcioosobowy wówczas skład postanowił jednak kontynuować działalność grając na zmianę stare piosenki Sir Francisa Drake'a oraz aranżacje tradycyjnych utworów irlandzkich. Skład powiększył się wkrótce o dwie osoby i zespół zaczął startować w przeglądach i konkursach.
Pierwszym sukcesem było zwycięstwo na festiwalu "Morskie Opowieści" w Morsku w 2004 roku, później przyszły kolejne – tytuł laureata na Shanties 2005 w Krakowie, drugie miejsce na Szantach we Wrocławiu w 2005 roku i pierwsze w 2006.

## Skład zespołu

### Obecni członkowie
- Sławomir Bielan – wokal, bodhrán
- Andrzej Drzastwa – gitara basowa
- Wojciech Kotas – wokal, tin whistle
- Piotr Pala – gitara
- Bartłomiej Wręczycki – akordeon

### Byli członkowie
- Agnieszka Cekus – wokal, instr. perk.
- Tomasz Kołaczyk – gitara basowa

### Dyskografia
- Talizman, (2007)
- Legenda, (2011)